# Dora María Téllez
Téllez  Argüello est un nom espagnol. Le premier nom de famille, en général paternel, est Téllez ; le second, en général maternel, souvent omis, est Argüello.
Dora María Téllez Argüello, également connue sous le nom de guerre de Comandante 2, née à Matagalpa (Nicaragua) le 21 novembre 1955, est une historienne, femme politique et ancienne commandante guérillera nicaraguayenne (déchue de la nationalité en 2023), naturalisée espagnole par la suite.
Elle fait des études de médecine avant de rejoindre le Front sandiniste de libération nationale (FSLN), une organisation armée dans laquelle elle atteint le poste de commandant du front occidental « Rigoberto López Pérez », puis le troisième poste de commandement lors de l'opération du 22 août 1978, l'opération Chanchera, où en compagnie d'Edén Pastora et Hugo Torres, elle dirige la prise du Palais national de Managua une action qui a forcé le gouvernement d'Anastasio Somoza à libérer 50 Sandinistes emprisonnés. En 1979, elle dirige la prise de León, la première ville à tomber aux mains des Sandinistes lors de l'offensive finale contre la dictature des Somoza. Elle a été vice-présidente du Conseil d'État, ministre de la Santé dans les années 1980 et députée. En 1995, elle fonde le Mouvement du renouveau sandiniste (MRS, aujourd'hui Union démocratique rénovatrice UNAMOS), dans le but de créer une nouvelle force politique qui « défende les valeurs authentiques du sandinisme, de la démocratie et de e la justice sociale ».

## Biographie
Dora María Téllez est née à Matagalpa le 21 novembre 1955 au sein d'une famille de la classe moyenne, elle est la cadette de deux enfants. Ses parents sont María Dora Argüello et Ramón Téllez Morales, que Dora décrit comme un homme non-croyant, agnostique et anticlérical furibond. Elle a fait son cursus scolaire de l'élémentaire au lycée à l’École de filles « San José » de ville natale. Quand Dora María a 10 ou 11 ans son père commence à les emmener, elle et son frère aîné, chaque dimanche à Cerro Apante (une montagne proche) pour leur apprendre à tirer.
En 1973, elle commence ses études de médecine à l'Université nationale autonome du Nicaragua dans la ville de León où elle est recrutée par le Front sandiniste de libération nationale (FSLN). Ses premiers engagements ont porté sur le travail de soutien, au sein des mouvements étudiants, des membres actifs partis en clandestinité dans la montagne.
« C'était une décision compliquée, de vie ou de mort. Ce n'est pas une décision que vous pouvez prendre superficiellement. J'ai commencé à rassembler des documents, à faire des coupons de journaux et rédiger des résumés d'infos, à faire des emplettes pour la montagne : chapeaux, machettes, médicaments. Puis je suis entrée dans la clandestinité. Après environ deux ans peut-être », dit-elle.
En 1978, elle part au Panama avec des Sandinistes libérés de prison, se forme à la chirurgie de guerre à Cuba et plus tard rentre au pays pour rejoindre le front nord.

### La Comandante 2
Téllez faisait partie de la tendance du FSLN dite « troisièmiste » (Tercerista) ou insurrectionnelle fondée à la mi-1976 et dont le but était de développer des soulèvements en ville, d'étendre la guerre aux zones urbaines. La Direction nationale était représentée par trois commandants : Daniel Ortega, Humberto Ortega et Víctor Tirado López.
Le premier combat de Dora María a lieu sur le front nord, dans les montagnes proches de Dipilto et Jalapa. Le plan du groupe, qui comprenait des personnages comme Joaquín Cuadra, Daniel Ortega et Germán Pomares, est de prendre Ocotal.

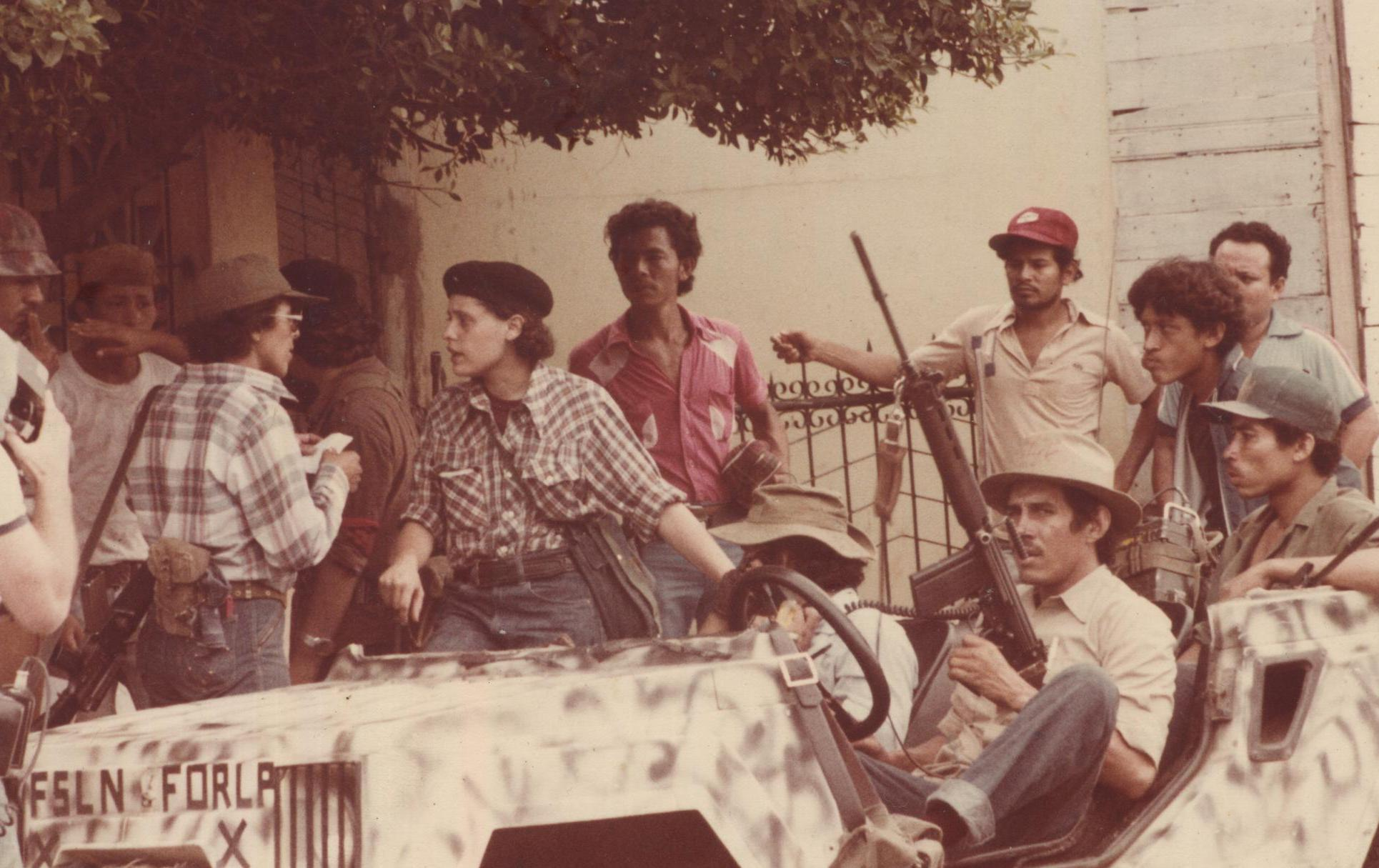
Dora María Téllez (béret noir sur la tête) avec Leticia Herrera (fusil en bandoulière) lors du soulèvement de León (quartier de Sutiaba).

Pendant cinq mois, elle dirige des pelotons sandinistes dans tout le pays dans des escarmouches avec la Garde nationale, la gendarmerie de la dictature des Somoza. Elle se bat d'abord sur le front sud aux côtés des forces d'Edén Pastora, puis dans le centre et le nord du Nicaragua. Selon la commandante sandiniste Mónica Baltodano, ses raids sur les départements du nord en collaboration avec les colonnes de la Commandante Leticia Herrera (es) surprennent constamment l'ennemi et réussissent à disperser leurs forces pour en tirer l'avantage.
Enfin, elle dirige les unités sandinistes combattant les forces d'élite de l'ennemi pâté de maisons par pâté de maisons pendant six semaines consécutives jusqu'à la prise en juin 1979 de la ville de León, la première grande ville à tomber aux mains des sandinistes, suivie de Managua deux semaines plus tard, où s'installe la Junte du gouvernement provisoire sandiniste.
En tant que Comandante 2, à 22 ans, elle est la troisième aux commandes de l'opération du 22 août 1978 qui occupe le Palais national du Nicaragua à Managua, où les députés de l'Assemblée nationale du Nicaragua se réunissaient en séance plénière. Les Sandinistes font 1 500 otages civils et les menacent de mort si leurs demandes ne sont pas satisfaites. Ces demandes comprenaient la libération des prisonniers politiques, une rançon et la publication d'une série de communiqués du FSLN à la télévision, à la radio et dans les journaux nationaux: les principaux prisonniers politiques sandinistes sont libérés et le FSLN obtient le paiement d'une rançon d'un million de dollars. Téllez participe aux négociations.

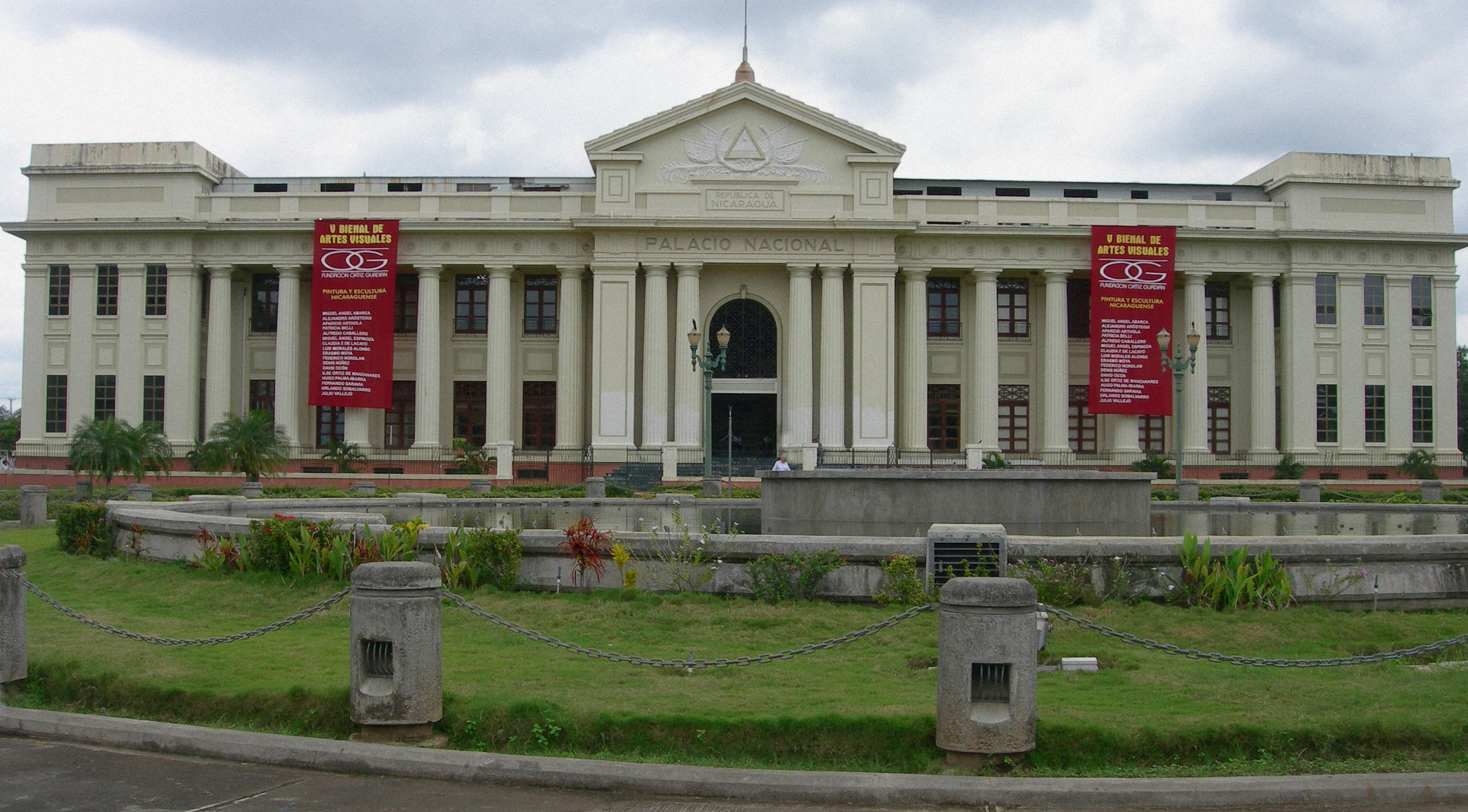
L'ancien palais national de Nicaragua, aujourd'hui palais de la Culture.

Gabriel García Márquez décrit Dora María Téllez dans sa chronique de l'assaut du Palais national : 
« Numéro Deux, la seule femme du Commando, s'appelle Dora María Téllez, (elle a) vingt-deux ans, (c'est) une très belle fille timide et renfermée, avec une intelligence et un bon sens qui lui auraient servi pour quelque chose de grand dans la vie. Elle a également fait trois ans de médecine à León. "Mais j'ai abandonné par frustration", dit-elle. "C'était très triste de soigner des enfants mal nourris avec autant d'acharnement pour que trois mois plus tard ils retournent à l'hôpital dans un état de malnutrition encore plus grave". Elle vient du Front nord Carlos Fonseca Amador. Elle vivait dans la clandestinité depuis janvier 1976. »
Cet action connue sous le nom d'Operación Chanchera (en français :  Opération porcherie) a eu des répercussions sur la dynastie des Somoza en révélant la vulnérabilité potentielle du régime. Elle a également aidé le FSLN à gagner le soutien des gouvernements latino-américains, à unir diverses factions de l'opposition au régime et à les mobiliser. Après l'opération, des milliers de jeunes et de femmes ont rejoint le mouvement sandiniste. Une insurrection populaire s'est développée aux côtés du FSLN et a contribué à la chute du régime de Somoza le 19 juillet 1979.

### Carrière politique
Pendant la première administration sandiniste (1979-1990), elle a occupé le poste de ministre de la Santé. Elle a également été vice-présidente du Conseil d'État et députée. Au sein du gouvernement sandiniste, Téllez a occupé des postes aux côtés de personnalités religieuses défendant les droits des homosexuels et des lesbiennes, ainsi que les droits reproductifs des femmes au Nicaragua. La campagne de santé publique de l'administration a valu au Nicaragua le prix de l'UNESCO pour ses progrès exceptionnels en matière de santé. Plus précisément, Téllez a été cité pour avoir ouvert le débat autour des inégalités de santé spécifiques présentes dans l'industrie minière au Nicaragua.
Le 18 mai 1995, après avoir quitté son poste de ministre de la Santé et abandonné son mandat de Secrétaire politique de la section de Managua du FSLN, elle fonde et dirige le Mouvement rénovateur sandiniste (es) (MRS), (renommé depuis l'Union démocratique rénovatrice), un parti politique qui réunit Sergio Ramírez, Henry Ruiz, Hugo Torres, Mónica Baltodano et Víctor Hugo Tinoco dans le but est de créer une nouvelle force politique qui « revendique les valeurs authentiques du sandinisme, de la démocratie et de la justice sociale » car ils considéraient à l'époque que « le Nicaragua est une dictature familiale de Daniel Ortega et ses amis ».
Daniel Ortega a poursuivi sa ligne répressive et, en 2007, il a décidé d'interdire le MRS, le parti de ses anciens camarades de guérilla. En juin 2008, Téllez entame une grève de la faim au rond-point du Metrocentro, au cœur de la ville de Managua, à côté de la cathédrale, pour revendiquer la légalité de son groupe ainsi que pour montrer sa « solidarité avec des milliers de Nicaraguayens qui souffrent de la faim, vivent dans des bidonvilles dans des conditions inhumaines, qui sont au chômage… ».

### Parcours dans la recherche en Histoire
Elle a complété une maîtrise en histoire à l'Universidad Centroamericana (du Nicaragua). Son mémoire « Muera la Gobierna », « À mort la gouvernement » (sic), portait sur le processus de dépouillement des peuples indigènes de leurs terres à Matagalpa et Jinotega, causé par la colonisation encouragée par l'État nicaraguayen dans les années 1820-1890. En raison de sa contribution à l'histoire du Nicaragua, elle a été admise en tant que membre titulaire de l'Académie de géographie et d'histoire du Nicaragua et a également été distinguée en tant que membre correspondant de l'Académie de géographie et d'histoire du Guatemala.
Téllez a publié divers travaux sur l'histoire du Nicaragua, soulignant l'importance de la région centre-nord du pays pour l'histoire politique et économique du pays. En 2004, elle a été nommée professeure invitée en études latino-américaines (en anglais : Robert F. Kennedy Visiting Professor in Latin American Studies) à la Harvard Divinity School, mais n'a pas pu obtenir de visa d'entrée aux États-Unis pour « être (considérée) une terroriste » en vertu de la PATRIOT Act,. Cela a poussé 122 professeurs de Harvard et 15 autres universités américaines à publier une déclaration en sa défense :
« The accusation made by the State Department against Dora María Téllez... amounts to political persecution of those who have engaged in overthrowing the atrocious dictatorship of Anastasio Somoza in Nicaragua...This regime was almost universally viewed as criminal and inhumane, and yet it was financially and militarily supported by the United States...In reference to dictatorships, just as the State Department cannot affirm that the activities of Nelson Mandela against the atrocious dictatorship of apartheid in South Africa were terrorist activities, neither can it affirm that Dora María's activities against the atrocious Somoza dictatorship were terrorist. »
En français :
« 
L'accusation portée par le Département d'État contre Dora María Téllez... équivaut à une persécution politique de ceux qui se sont engagés à renverser l'atroce dictature d'Anastasio Somoza au Nicaragua... Ce régime était presque universellement considéré comme criminel et inhumain, et pourtant il a été soutenu financièrement et militairement par les États-Unis... En ce qui concerne aux dictatures, le Département d'État ne peut pas affirmer que les activités de Nelson Mandela contre l'atroce dictature d'Afrique du Sud sous l'Apartheid étaient des activités terroristes, il ne peut pas non plus affirmer que les activités de Dora María contre l'atroce dictature de Somoza étaient du terrorisme. »

## Opposition au Régime Ortega-Murillo

### Prisonnière politique
En juin 2021, elle a été arrêtée par le gouvernement Ortega lors d'une vague d'arrestations de 4 candidats de l'opposition à l'élection présidentielle de 2021 ainsi que d'autres personnalités de l'opposition au régime,. Elle a été condamnée en février 2022, lors d'une audience expéditive, le parquet a requis 15 ans de prison, plus l’inéligibilité,,.

### Expulsion et déchéance de nationalité
Le 8 février 2023 à 1 h 30, elle est réveillée par les gardiens et sortie de sa cellule, elle comprend qu’elle sera expulsée du pays sans savoir si la destination finale est la Colombie, le Mexique ou les États-Unis. Le 9 février, Téllez est déchue de sa nationalité et expulsée vers les États-Unis, tout comme 221 autres prisonniers politiques du régime d’Ortega qui sont temporairement logés à l’hôtel à Herndon (Virginie). Le gouvernement américain a promis de leur délivrer des permis de séjour d'une durée initiale de deux ans et leur apporter du soutien médical et juridique.
Le 23 mai 2023 « sur proposition de la ministre de la justice en réponse aux circonstances exceptionnelles qui surviennent à Mme Dora María Téllez Argüello, et après délibération du Conseil des ministres lors de sa séance du 23 mai 2023 » le Gouvernement espagnol lui accorde la nationalité de ce pays. Dix-huit autres exilés expulsés par Daniel Ortega bénéficient du même geste de la part de ce pays européen, ancienne métropole coloniale.

## Distinctions
Le 28 novembre 2022, alors que Téllez se trouve en prison depuis plus d’un an et demi, l’université Sorbonne-nouvelle de Paris lui accorde un doctorat honoris causa,. 
En décembre 2022 le Gouvernement de la communauté autonome basque lui accorde le Prix René-Cassin pour sa lutte en défense de droits de la personne humaine au Nicaragua.